# 10000 (число)
Десять тисяч — натуральне число 10 000, 104.

## Інші назви
У Стародавній Греції число 10 000 носило назву «міріад», і було найбільшим числом, що мали назву. У монголо-татар — «тумен». На Русі число носило назву «тьма»; начальник тьми (тумена) називався темник.

## Гроші
- 10 000 купонів — банкнота України (1993–1996) і Придністров'я (1995–2000).
- Десять тисяч рублів — банкнота РРФСР, Росії, Білорусі, Таджикистану і сепаратистських утворень під час Громадянської війни в Росії.
- 10000 теньге — банкнота Казахстану